# Hellblade: Senua's Sacrifice
Hellblade: Senua's Sacrifice är ett fantasyactionäventyrsspel utvecklat och publicerat av den brittiska datorspelsutvecklaren Ninja Theory. Utvecklarna beskriver själva spelet som ett "självständigt AAA spel", skapat av ett arbetslag på ungefär tjugo medarbetare under ledning av författaren och regissören Tameem Antoniades. Hellblade släpptes över hela världen för Microsoft Windows och Playstation 4 i augusti 2017, samt en version för Xbox One i april 2018. I en uppdatering 2018 tillades stöd för virtuell verklighet. Våren 2019 släpptes en version för Nintendo Switch.
Hellblade är inspirerat av nordisk och keltisk mytologi och följer Senua, en piktisk krigare på sin resa till Helhem, där hon måste besegra andliga väsen och klara asagudarnas utmaningar för att rädda hennes döda älskares själ från gudinnan Hela. Parallellt fungerar spelet som en metafor för Senuas inre kamp med psykos och att finna sig i bortgången av en älskad. Senua lider av allvarlig mental ohälsa, men tror att hennes tillstånd är resultatet av en förbannelse. Hennes tankar plågas av ett andeväsen kallat "the Darkness", inbillade röster, kallade furier, och traumatiska minnen. För att skapa en så trovärdig bild som möjligt av psykos arbetade utvecklarna tätt med neuroforskare, psykologer och drabbade. 
Hellblade utforskar flera genrer, till exempel hack 'n slash, pussel och psykologisk skräck. Dessutom fyller röstskådespel en betydande roll i spelet, dess filmsekvenser kombinerar motion capture av Melina Juergens, samt live-action utförd av andra skådespelare. Hellblade blev en kommersiell succé och väl mottaget av kritiker, som hyllade spelet som ett "konstverk" och beundrade utvecklarnas originella val att fokusera spelet runt psykos, kvalitén och den unika inställning till tillståndet. Även handlingen och djupet av spelets huvudkaraktär, Senua, prisades högt. Hellblades övergripande presentation, tillsammans med Melina Juergens utförande, ansågs vara överlägsna den kvalité som självständiga spel vanligtvis levererar, även om dess gameplay och vissa andra spelelement mottog viss kritik. Hellblade hade sålt över en miljon kopior i juni 2018.

## Gameplay
Hellblade: Senua's Sacrifice är uppdelat i två typer av gameplay: den första låter Senua vandra fritt och interagera med sina omgivningar. Dessa delar av spelet fokuserar antingen på handlingen genom voice-over när Senua navigerar i världen, eller på pusselelement där ett pussel eller problem måste lösas för att avancera till nästa spelområde. Vid bland annat pussellösning kan Senua använda en förmåga, kallad "fokus", som referens till hennes tendens att se mönster i vardagliga ting tack vare sitt tillstånd. Detta "fokus" används till att bland annat avlösa händelser i pusselelementen, men också för att aktivera runstenar, så kallade "lorestones", som finns gömda i spelet. Genom att aktivera dessa runstenar startas minnessekvenser genom voice-over, då hennes vän Druth berättar om nordmännens myter. Totalt finns det 44 "lorestones" och om alla aktiveras visas en bonus-filmsekvens där sanningen om Druth avslöjas. Flertalet av spelområdena har sina egna uppbyggnader och utmaningar, som att ta sig mellan olika säkra zoner i tid innan Senua dör, eller användningen av fokus-egenskapen för att modifiera omgivningens struktur.
Den andra typen av gameplay innefattar närstrid med vanskapta nordmän som försöker stoppa hennes inträdde till Helhem. Vid vissa tillfällen tvingas Senua även slåss mot bossar. I strid har Senua draget svärd och kameran har autofokus på fienden. Senua använder sig av två olika attacker, snabb eller tung, men även av sparkar för att bryta fiendens försvar. För att försvara sig själv kan Senua parera samt ducka inkommande attacker. Hon kan också storma mot fienden hon fokuserar på för att komma närmare eller utföra en attack/spark. När Senua parerar och undviker attacker fylls hennes "fokus" som hon sedan kan använda för att röra sig snabbare än sina fiender, eller skingra de skuggor som omger vissa fiender, vilka är ogenomträngliga för vanliga attacker. Vid ett senare tillfälle i spelet erhåller Senua svärdet Gramr. Gramr gör större skada och parerar effektivare, vilket gör det möjligt att använda fokusförmågan oftare. Om Senua tar mycket skada faller hon till marken, och spelaren måste trycka på motsvarande tangent upprepat så snabbt som möjligt för att Senua ska resa sig innan en fiende hinner dela ut ett dödligt hugg; om hon inte reser sig i tid dör hon. Ju närmare Senua är döden, desto svårare blir det för henne att resa sig upp. Det är också möjligt att dö av en vanlig attack om Senua redan är mycket skadad.
Hellblade innehåller ingen HUD eller några genomgångar av spelmekaniker. Istället förser Druth, "the Darkness" eller furierna Senua med indikationer om spelmekaniker eller ledtrådar till pusslen via voice-over. Furierna ger också råd i strid, speciellt varningar om en fiende försöker attackera bakifrån. De reagerar när Senua tar skada och får panik när hon är nära att dö; hur nervösa furierna är speglar hur mycket mer skada Senua kan motstå. De flesta uppenbarelser, händelser som bevittnas eller hörda röster har avsiktligt lämnats oklara och kan tolkas som en faktisk uppenbarelse av en ande, ett minne eller ett knep som skapats av "the Darkness" eller en av de bedrägliga varelserna hon möter. Av denna anledning är inte alltid ledtrådarna och viskningarna pålitliga, med undantag för Druth. Vissa furier försöker sarga  Senuas självförtroende eller ge henne falska indikationer, såsom att säga åt Senua att hon har tagit fel väg eller att hon är på väg in i en fälla. En annan spelmekanik är den möjliga inkluderingen av "permadeath", vilket betyder att spelarens sparade spelfiler och progression skulle raderas efter ett visst antal misslyckanden, det vill säga att Senua dör för många gånger.

## Handling
Senua (Melina Juergens) är en keltisk krigare från sent 700-tal, vars hem på Orkneyöarna har blivit invaderat av vikingar. Vikingarna har offrat hennes älskare, Dillion (Oliver Walker), till asagudarna. Senua beger sig till Helheim, nordmännens dödsrike, för att hämta hem Dillions själ från gudinnan Hela för lägga honom till vila. Hellblade startar med att Senua anländer till gränsen till Helheim via floden Gjöll. Senua lider av psykos och mental ohälsa, men tror själv att hon lider av en förbannelse. Hon hör röster, furier, som kommenterar allt hon gör, speciellt en, "Berättaren" (Chipo Chung), som är medveten om spelarens närvaro och talar direkt till dem. Senua plågas också av "the Darkness" (Steven Hartley), ett ont väsen som utgör grunden till förbannelsen (psykosen). Hon bär med sig Dillions avlägsnade huvud som ett kärl för hans själ. På sin resa guidas Senua av sina minnen av de historier om nordmännen som berättats av Druth (Nicholas Boulton), en tidigare träl till nordmännen, numera död, som blev Senuas vän och mentor under en årslång självpåtagen exil. För att träda in i Helheim besegrar Senua både eldtursen Surtr och anden av illusioner, Valravn, men när hon korsar Gjallarbron till Helheim attackeras hon av Hela, som besegrar Senua med ett enda slag och splittrar hennes svärd. Senua överlever nätt och jämnt händelsen och är nära att ge upp, men får syn på ett ljus i form av en man, vilket hon tror är Dillion. Senua följer ljuset till ett stort dött träd som triggar en flashback, i vilken hon återupplever ögonblicket då hon, under samma träd, träffade Dillion för första gången. Flashbacken upphör, trädet återgår till dött och hon finner det legendariska svärdet Gramr, kraftfullt nog för att döda gudar, i stammen. För att erhålla svärdet måste Senua klara av fyra utmaningar, alla länkade till sitt förflutna.
Samtidigt avtäcks Senuas förflutna genom hallucinationer. Dessa avslöjar att hennes mor Galena (Ellie Piercy) led av samma "förbannelse", men inte upplevde det som något negativt. Det gjorde dock Senuas religiöst hängivna far, Zynbel (också spelad av Hartley), som till slut brände Galena levande. Senua bevittnade händelsen vid fem års ålder, vilket resulterade i att hennes psykiska tillstånd försämrades avsevärt och ledde till att hon övertygade sig själv att hennes mor dog frivilligt. Senuas far övertygade henne om att hennes tillstånd var en förbannelse, misshandlade henne både psykiskt och fysiskt och höll henne isolerad från omvärlden, tills Senua träffade Dillion då han besökte hennes by. De båda blev förälskade och Senua lämnade sin far för att vara med Dillion, eftersom han såg henne som annorlunda och missförstådd istället för resultatet av en förbannelse. Dock, efter att en pest dödat flera i Dillions by, inklusive hans far, lämnade Senua byn i exil i tron om att hon var orsaken till smittan. När Senua återvände till byn ett år senare, under mindre inflytande av "the Darkness", i förhoppning att återförenas med Dillion fann hon istället hela byn dödad av plundrande vikingar, och Dillion som blivit offrad till asarna genom en blodsörn. Förkrossad beger sig Senua ut på sin desperata resa för att rädda Dillions själ från nordmännens gudar. 
Slutligen kämpar Senua emot sitt inre mörker och lyckas besegra besten Garm, som vaktar porten till Hela. Efter striden förstår Senua att hennes inre mörker, "the Darkness", representerar hennes fars aga och övertygelser. Innan hon stiger igenom den sista porten till Hela lyckas hon frigöra sig själv från furierna. När Senua träder in i Helas sal blir hon anfallen av horder av krigare. Full av hat kämpar Senua starkare än någonsin och närmar sig Hela, men förgäves. Senua besegras och dödsstöten utdelas av Hela. I sina sista ögonblick får hon en vision av Dillion, i vilken han berättar om vikten att acceptera en förlust. Bilden av Helheim vittrar bort och ersätts med Senua som ligger död på marken. Bredvid Senua sitter Hela med Dillions huvud och fäller en tår. Hela släpper ner huvudet i en avgrund, men när kameran återvänder till henne står Senua där i hennes ställe. Senuas döda kropp är utbytt mot Helas. Efter att ha accepterat att det aldrig var möjligt att föra Dillion tillbaka och att hon inte är ansvarig för hans eller någon annans död, befriar sig Senua från Mörkrets inflytande och accepterar furierna, inte som en förbannelse, utan som en del av den hon är. Senua bjuder in spelaren att följa med henne till nästa kapitel i hennes liv, samtidigt som Berättaren tar farväl av spelaren. Kameran zoomar ut och eftertexter följer till "Illusion" av VNV Nation.

## Utveckling
Hellblade tillkännagavs för Playstation 4 på Sonys Gamescom media briefing 12 augusti 2014, då en teaser-trailer visades. Samtidigt beskrev Ninja Theory spelet som "en upplevelse med fokus på att leverera en djup karaktär i en vriden värld, med brutal, kompromisslös strid". Ninja Theory gick även ut med att de ville "skapa ett mindre, mer fokuserad spelupplevelse som är kompromisslös i sin strid, bild och berättelse". Utvecklarna kallade spelet för ett "självständigt AAA-spel", med målet att skapa ett spel med all kvalitet och produktionsvärde som ett AAA-spel, men med kreativ frihet och en så kallad "indie spirit". Ninja Theory lyckades så småningom med att släppa spelet självständigt, dock under förutsättning att all distribution endast kunde ske digitalt. Efter en oväntat hög försäljning valde dock Ninja Theory att tillsammans med Microsoft och 505 Games, publicera en fysisk version av spelet, vilken blev tillgänglig 4 december 2018.
En Microsoft Windows version av spelet tillkännagavs 9 januari 2015. Spelet drivs av spelmotorn Unreal Engine 4, och skapades av Ninja Theory med ett arbetslag på ungefär tjugo utvecklare. Hellblades undertitel, Senua's Sacrifice, blev officiell först i mars 2016. Hellblade: Senua's Psychosis, är en kort dokumentärfilm som finns inkluderad i spelet. Filmen går in i detalj på konceptet bakom handlingen och inspirationen, speciellt studions studier av mental ohälsa. Dokumentären är skriven och berättad av Antoniades, och redigerad av Juergens.

### Inspiration
Huvudinspirationen till karaktären Senua var den Icenska drottningen Boudicca. Däremot kom hennes namn från Senuna, en keltisk gudinna som återupptäcktes 2002, vars namn först lästes fel som Senua. Baserat på vad som allmänt är trott om keltiska krigares utseende gav utvecklarna Senua blå krigsmålningar och flätat hår hopklumpat med kalk.  När utvecklarna gjorde sin research för skapandet av Senua kom de över en grupp kelter, kallade pikter, från norra Storbritannien. Romarriket som lyckats erövra stora delar av Europa, och nästan hela Storbritannien, misslyckades dock med att besegra pikterna. Vid slutet av 700-talet anlände de första vikingarna pikternas land, mer specifikt Orkneyöarna, där de lyckades besegra pikterna och ersätta dem som öarnas huvudpopulation. Baserat på tron att nordmännen offrade sina fienders ledare till sina gudar, valde spelets regissör och huvudförfattare, Tameem Antoniades, att använda detta som bas för Senuas uppdrag och trauma. Senua skulle finna alla i sin by dödade av vikingarna samt att de skulle ha offrat hennes älskare till asagudarna genom en blodsörn, en ritualistisk avrättningsmetod vars autenticitet är debatterad bland historiker.